# سباق طواف فرنسا 1967
سباق طواف فرنسا 1967 من سلسلة سباقات سباق طواف فرنسا. أقيم هذا السباق في تاريخ 29 يونيو - 23 يوليو، 1967 على 22+prologue, including two split stages مراحل. بعد مرور 136 ساعة و53 دقيقة و50 ثانية وبعد طي 4780 كم بمتوسط 35.018 كم في الساعة فاز بالميدالية الذهبية روجيه بنجون من فرنسا، فيما حصد خوليو خيمينيث من إسبانيا الميدالية الفضية، وكانت الميدالية البرونزية من نصيب فرانكو بالماميون من إيطاليا.

## الميداليات
| ذهب                 | فضة                     | برونز                      |
| روجيه بنجون - فرنسا | خوليو خيمينيث - إسبانيا | فرانكو بالماميون - إيطاليا |